# Heidesabelsprinkhaan
De heidesabelsprinkhaan (Metrioptera brachyptera) is een rechtvleugelig insect uit de familie van de sabelsprinkhanen (Tettigoniidae) en de onderfamilie Tettigoniinae.

## Kenmerken
Mannetjes bereiken een lengte van 13 tot 17 millimeter, de vrouwtjes zijn 17 tot 21 mm lang. De lichaamskleur is overwegend bruin maar het halsschild en de voorvleugels zijn grasgroen. De mannetjes hebben van doorntjes voorziene cerci, die aan de binnenzijde een uitsteekseltje hebben dwars op de cercus. Het vrouwtje is te herkennen aan de vrij lange en sterk omhoog gekromde legboor die aan het einde zeer donker tot zwart gekleurd is. De vleugels zijn vrij kort en komen niet verder dan het midden van het achterlijf, langvleugelige exemplaren komen soms voor.

### Onderscheid met andere soorten
De heidesabelsprinkhaan is met verschillende soorten te verwarren, zoals de greppelsprinkhaan en de lichtgroene sabelsprinkhaan. Bij deze soorten wijkt de kleur van de zijkant van het halsschild af, bij de heidesabelsprinkhaan is deze bruin gekleurd en ontbreekt een volledige witte omzoming van de rand van het gehele halsschild.

## Verspreiding en habitat
De heidesabelsprinkhaan komt voor in grote delen van Europa waaronder in België en Nederland. Hier wordt de sprinkhaan overal op zandgronden gevonden maar langs de kust en op de Waddeneilanden ontbreekt de soort echter. De habitat bestaat uit heidevelden en gebieden met hoogveen, zowel vochtige als droge biotopen zijn geschikt.

## Levenswijze
De heidesabelsprinkhaan is actief gedurende de maanden juli tot september, de mannetjes laten zich vooral horen tussen elf uur in de ochtend en zeven uur in de avond. Het geluid is moeilijk hoorbaar en bestaat uit een snelle en regelmatige ratel; sri..sri..sri. De zang lijkt op die van de duinsabelsprinkhaan maar is veel sneller.

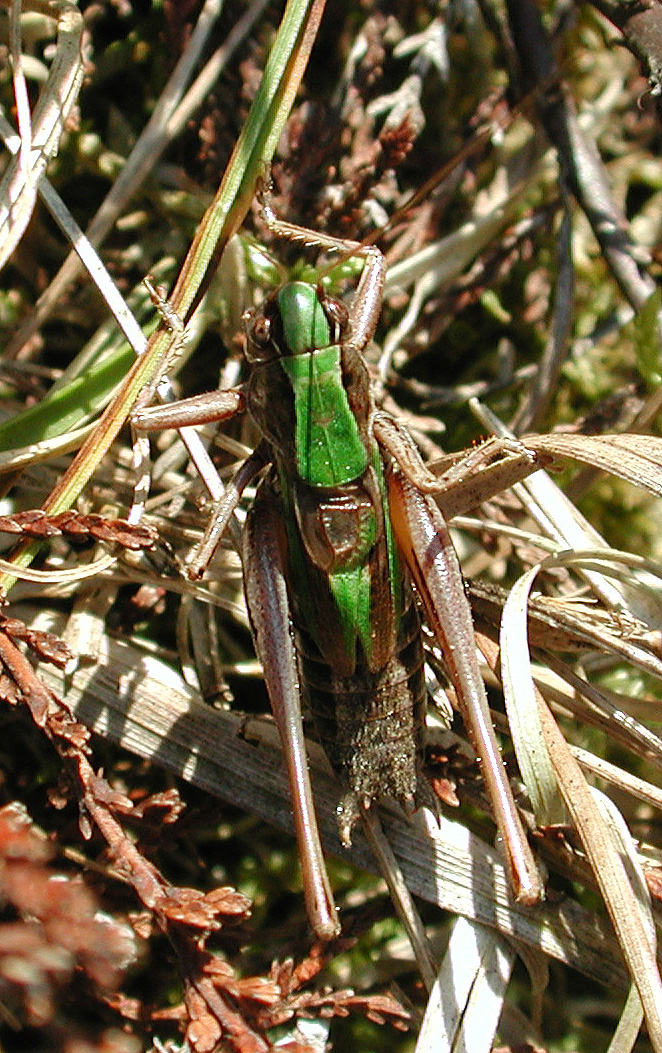
Mannetje
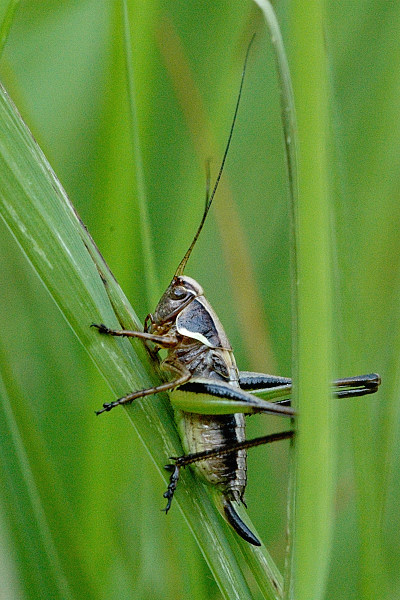
Nimf vrouwtje